# Charles de Tournemine

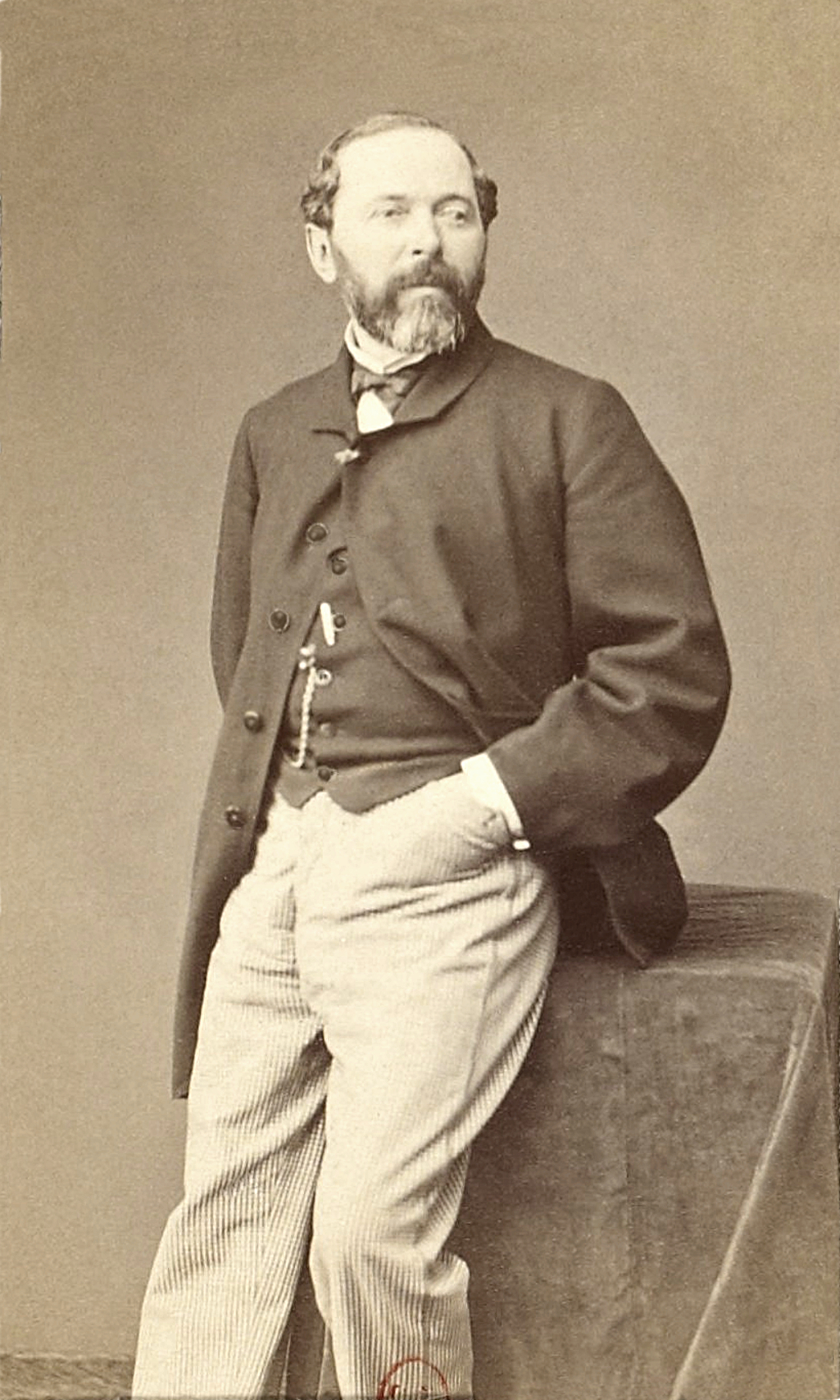
Charles de Tournemine.

Charles-Émile Vacher de Tournemine, född den 25 oktober 1812 i Toulon, död där den 22 december 1872, var en fransk målare.
Tournemine målade landskap och genrebilder från Bretagne och Normandie, senare mestadels från Mindre Asien och Orienten, spirituellt uppfattade och sorgfälligt utförda. Han älskade särskilt att framställa solljusets lek på turkiskt och arabiskt murverk, som speglar sig i vatten. Hans landskap utmärks av en ljus, blond, rosig ton. Av hans arbeten bör nämnas Orientaliskt landskap, Turkiskt kafé, Utsikt från Bosporen, Kafé i Adalja samt sådana motiv som Flamingo och ibis och Elefant anfallen av lejon.